# Pedram Javaheri
Pedram Javaheri còn được gọi là P.J. Javaheri (sinh ngày 24 tháng 5 năm 1983) là một nhà khí tượng học người Mỹ gốc Iran cho CNN International có trụ sở tại CNN Center ở Atlanta, Georgia. Anh có thể được nhìn thấy thường xuyên trên các số xuất bản của CNN Newsroom và World Business Today. Anh thường xuyên thực hiện chương trình HLN's Morning Express With Robin Meade và cũng xuất hiện trên CNN Hoa Kỳ trong các tin tức nóng hổi và phạm vi thời tiết khắc nghiệt.

## Tiểu sử
Javaheri được sinh ra ở Tehran, Iran với cha mẹ anh là người Iran và thông thạo tiếng Ba Tư, tiếng Thổ Nhĩ Kỳ và tiếng Anh. Gia đình anh di cư từ Tehran đến Redmond, Washington vào tháng 10 năm 1993. Javaheri theo học trường tiểu học và trung học ở Redmond trước khi chuyển tiếp lên đại học tại Cao đẳng cộng đồng Mesa và Đại học bang Arizona. Ngoài Đại học bang Arizona, ông đã theo học tại Đại học bang Mississippi, nơi ông lấy bằng về phát thanh báo chí và khí tượng học.

## Sự nghiệp phát thanh truyền hình
Javaheri bắt đầu như là một tham gia vào bộ phận thời tiết tại Đại học bang Arizona vào năm 2002. Trong khi đó, anh đã lãnh đạo và phát triển bộ phận thời tiết đầu tiên của trường tại NewsWatch TV, một chương trình tin tức trong trường được phát sóng khắp bang Arizona. Một tuần trước khi tốt nghiệp, anh đã chấp nhận một vị trí như một nhà khí tượng học ở Utah tại KCSG. Sau đó anh được thăng chức lên vị trí trưởng phòng Khí tượng học và giám sát mọi hoạt động thời tiết.
Trong năm 2008, anh đã chấp nhận một vị trí tại một trạm độc quyền ở Bờ biển Trung tâm của California, nơi anh trình bày thời tiết cho KCOY, KKFX, KION và KCBA. Anh giữ vị trí của nhà khí tượng học và phóng viên môi trường, tiếp cận với hơn 500.000 hộ xem truyền hình.
 Trong khi ở California, anh đã có rất nhiều sự kiện đáng chú ý. Vào năm 2008, anh ở trong khu vực hiện trường của đám cháy Basin Complex ở Big Sur, đợt cháy rừng thiệt hại thứ hai trong lịch sử Hoa Kỳ. Vào tháng 6 năm 2009, anh trở thành phóng viên duy nhất trên thị trường trang trải cho đài tưởng niệm Michael Jackson sau khi thắng cuộc xổ số để tham dự dịch vụ tại Trung tâm Staples. Anh gia nhập CNN vào tháng 6 năm 2010 và hiện đang sống tại Atlanta.

## Giải thưởng
Trong thời gian ở California, công việc của Javaheri đã được đề cử giải Emmy cho thành tựu xuất sắc trong thời tiết bởi Giải thưởng Emmy San Francisco / Bắc California. Vào tháng 8 năm 2010, Javaheri được vinh danh là "người Iran của ngày". Anh ấy tham gia nhóm thời tiết CNN đã giành được giải thưởng Peabody uy tín vì phạm vi phủ sóng của vụ tràn dầu Vịnh Mexico năm 2010 của BP. Vào ngày 11 tháng 3 năm 2011, anh và nhà khí tượng học Mỹ CNN Chad Myers đã trở thành bộ đôi đầu tiên trong lịch sử của CNN để đồng thời dự báo tác động của sóng thần ảnh hưởng đến khán giả toàn cầu.